# Орден Святителя Алексия, митрополита Московского
О́рден Святи́теля Алекси́я, митрополи́та Моско́вского — четвёртый по старшинству орден Русской православной церкви.

## История ордена
Учреждён определением Святейшего Патриарха Алексия II и Священного синода от 23 марта 2004 года. Награда появилась по случаю 75-летия со дня рождения Святейшего Патриарха Московского и всея Руси Алексия II.
Орден назван в честь святителя Алексия, митрополита Московского, — духовного наставника святого князя Дмитрия Донского.
10 июня 2004 года, в знак благодарности за первосвятительские труды и в ознаменование 75-летия со дня рождения, орден первой степени был вручён Патриарху Алексию II.

## Статутордена
Орденом награждаются:
- Главы Поместных Православных Церквей,
- духовные и светские лица.

Указанные выше лица награждаются за достижения во взаимодействии церковной и светской власти, направленном на поддержание согласия и гражданского мира в обществе.
Орден делится на три степени.
Кавалерам ордена первой степени вручается знак ордена, звезда, лента и грамота.
Кавалерам ордена второй и третьей степени вручается знак ордена и грамота.

## Описание ордена

### I степень

#### Знак ордена
Золочёный серебряный четырёхконечный крест с выпуклым рантом по краю. В центре креста круглый медальон в технике «Ростовской финифти», где на голубом фоне изображен жезл святителя Петра Московского перекрещенный дикирием и трикирием. Медальон обрамлён 58 стразами диаметром 1 мм. Покрытые зеленой эмалью две лавровых ветки обхватывают медальон снизу и в верхней его части поддерживают символическую корону, образуемую 18 стразами разного диаметра от 0,5 до 2,5 мм. По четырем сторонам креста, на лавровых ветках, расположены 4 страза диаметром по 3 мм.

#### Звезда ордена
12-конечная серебряная золочёная звезда с рельефными гранеными лучами. В центральной её части расположен накладной 8-конечный крест, образованный от слияния четырехконечного креста и квадрата. Его поверхность матовая, обработанная под шагрень, а по краю идет узкий выпуклый рант. В центре креста — круглый медальон в технике «Ростовская финифть» с изображением святителя Алексия Московского. Правая рука благословляющая, в левой — Евангелие. Медальон по кругу обрамлен 32 стразами диаметром 1 мм и золоченым лавровым венком, покрытым эмалью зелёного цвета. По углам восьмиконечного креста расположены 8 фианитов, диаметром 4 мм.

#### Лента ордена
Знак ордена первой степени носится на муаровой ленте золотистого цвета, шириной 110 мм. Обрез ленты — фигурный. Концы ленты скреплены узким шелковым кольцом жёлтого цвета.

### II степень и III степень

#### Знак ордена
Представляет собой 12-конечную серебряную (для второй степени — позолоченую) звезду с рельефными гранеными лучами. В центре — круглый позолоченный медальон с рельефным чеканным изображением святителя Алексия Московского. Правая рука благословляющая, в левой — Евангелие. Медальон по кругу обрамлен двойным позолоченным кольцом.

## Правила ношения
Орден носится на правой стороне груди. При наличии других орденов Русской Православной Церкви располагается вслед за орденом «Славы и Чести».